# Гидропсихиды
Гидропсихиды (лат. Hydropsychidae) — семейство ручейников подотряда Annulipalpia.

## Распространение
Всесветное. В Австралии 8 родов и 32 вида. В России 8 родов и более 40 видов.

## Описание
Крупные и средней величины ручейники с крыльями с размахом 8—40 мм. Оцеллий нет. Нижнечелюстные щупики состоят из 5 члеников, а нижнегубные — из трёх (у некоторых видов щупики отсутствуют). Личинки живут на дне водоёмов с не очень быстрым водотоком, плетут ловчие сети, с помощью которых захватывают пищевые частицы.

## Систематика
Более 900 видов и 60 родов.
- Подсемейство Arctopsychinae
  - Arctopsyche — Maesaipsyche — Parapsyche
- Подсемейство Diplectroninae
  - Diplectrona — Diplectronella — Diplex — Homoplectra — Oropsyche — Sciadorus
- Подсемейство Hydropsychinae
  - Abacaria — Aoteapsyche — Austropsyche — Caledopsyche — Calosopsyche — Ceratopsyche — Cheumatopsyche — †Electrodiplectrona — Herbertorossia — Hydromanicus — Hydronema — Hydropsyche — Mexipsyche — Orthopsyche — †Palaehydropsyche — Potamyia — Schmidopsyche — Sciops — Symphitopsyche
- Подсемейство Oestropsinae
  - Macronematini
    - Amphipsyche — Baliomorpha — Blepharopus — Centromacronema — Leptonema — Leptopsyche — Macronema — Macrostemum — Oestropsyche — Plectromacronema — Protomacronema — Pseudoleptonema — Pseudomacronema — Trichomacronema

  - Oestropsini
    - Aethaloptera — Chiasmoda — Polymorphanisus — Synoestropsis
- Подсемейство Smicrideinae
  - Asmicridea — Smicridea — Smicrophylax
- Другие: Hydatopsyche